# Лев A
Лев А (также называемый Лев III) — неправильная галактика в составе местной группы. Она лежит в 2,6 миллиона световых лет от Земли. Эта галактика была открыта Фрицем Цвикки в 1942 году. Масса Льва А оценивается в (8,0 ± 2.7) × 107 M⊙, причём как минимум 80 % приходится на тёмную материю. Это одна из самых изолированных галактик в местной группе, не имеющая признаков взаимодействия или слияния в течение последних нескольких миллиардов лет. Наличие переменных звёзд типа RR Лиры указывает, что возраст звёздной популяции галактики достигает 10 миллиардов лет.
Нейтральный водород в галактике Лев А занимает примерно тот же объём, что и звёздная компонента, и сконцентрирован в сплюснутом кольце. Галактика не вращается, и водородные облака движутся в ней хаотично. Содержание химических элементов тяжелее гелия составляет только 1-2 % солнечной величины, что указывает на гораздо более низкую степень звёздной эволюции, чем в Млечном Пути. Лев А демонстрирует признаки более активного звездообразования в последний миллиард лет, хотя нынешняя степень звездообразования низка. Галактика содержит четыре области H II, ионизированных молодыми звёздами спектрального класса O.